# Fadrique Iglesias
 Fadrique Ignacio Iglesias Mendizábal (Cochabamba, 12 oktober 1980) is een Boliviaans atleet, die is gespecialiseerd in de 800 m en de 1500 m. Hij nam tweemaal deel aan de Olympische Spelen, maar behaalde hierbij geen medailles.
Op de Olympische Spelen van 2004 in Athene werd Iglesias in de reeksen van de 800 m uitgeschakeld in een tijd van 1.51,87. Vier jaar later geraakte hij in Peking op dezelfde afstand opnieuw niet door de reeksen.

## Titels
- Boliviaans kampioen 200 m – 2002
- Boliviaans kampioen 400 m – 2002, 2006
- Boliviaans kampioen 800 m – 2006
- Boliviaans kampioen 1500 m – 2006

## Persoonlijke records
Outdoor
| Onderdeel | Tijd                | Datum       | Plaats     |
| --------- | ------------------- | ----------- | ---------- |
| 400 m     | 47,72 (nat. rec.)   | 3 juni 2001 | Cochabamba |
| 800 m     | 1.48,16 (nat. rec.) | 27 mei 2006 | Ponce      |
| 1500 m    | 3.45,57 (nat. rec.) | 9 juni 2007 | São Paulo  |

Indoor
| Onderdeel | Prestatie           | Datum            | Plaats   |
| --------- | ------------------- | ---------------- | -------- |
| 800 m     | 1.50,12 (nat. rec.) | 16 februari 2008 | Valencia |
| 1500 m    | 3.55,50 (nat. rec.) | 27 januari 2007  | Valencia |

## Palmares

### 800 m
- 2001: 7e Zuid-Amerikaanse kamp. – 1.52,19
- 2004: 8e in serie OS - 1.51,87
- 2005: 4e Zuid-Amerikaanse kamp. – 1.48,76
- 2006:  Ibero-Amerikaanse kamp. – 1.48,16
- 2008: 7e in serie OS - 1.50,57

### 1500 m
- 2003: 8e Zuid-Amerikaanse kamp. – 3.53,26
- 2006:  Ibero-Amerikaanse kamp. – 3.49,82
- 2007: 6e Zuid-Amerikaanse kamp. – 3.45,57